# エヴァ・インゲボルグ・シュルフ
エヴァ・インゲボルグ・シュルフ（Eva Ingeborg Scholz、1928年2月16日 - 2022年3月21日）は、ドイツの女優。

## 出演作品
- 街道強盗
- ０８／１５
- はじめてのおもてなし（2016）